# Internazionali Femminili di Palermo 1993
Gli Internazionali Femminili di Palermo 1993 sono stati un torneo femminile di tennis giocato sulla terra rossa.
È la 6ª edizione degli Internazionali Femminili di Palermo, che fa parte della categoria Tier IV nell'ambito del WTA Tour 1993. Si è giocato a Palermo in Italia, dal 5 all'11 luglio 1993.

## Campionesse

### Singolare
Radka Bobková ha battuto in finale  Mary Pierce con il punteggio di 6–3, 6–2

### Doppio
Karin Kschwendt /  Natalija Medvedjeva hanno battuto in finale  Silvia Farina Elia /  Brenda Schultz con il punteggio di 6–4, 7–6